# Bačkov (Eslováquia)
Bačkov (em húngaro: Bacskó) é um município da Eslováquia, situado no distrito de Trebišov, na região de Košice. Tem 27,68 km² de área e sua população em 2018 foi estimada em 709 habitantes.

## Demografia
| Ano:        | 1994 | 2004   | 2014   | 2024    |
| ----------- | ---- | ------ | ------ | ------- |
| Broj ljudi: | 594  | 620    | 679    | 754     |
| Razlika:    |      | +4,37% | +9,51% | +11,04% |

| Ano:               | 2023 | 2024   |
| ------------------ | ---- | ------ |
| Número de pessoas: | 753  | 754    |
| Diferença:         |      | +0,13% |